# São Bartolomeu dos Galegos
São Bartolomeu dos Galegos ist ein Ort und eine ehemalige Gemeinde (Freguesia) im portugiesischen Kreis Lourinhã. Die Gemeinde hatte 1020 Einwohner (Stand 30. Juni 2011).
Mit der Gebietsreform vom 29. September 2013 wurden die Gemeinden São Bartolomeu dos Galegos und Moledo zur neuen Gemeinde União das Freguesias de São Bartolomeu dos Galegos e Moledo zusammengeschlossen. São Bartolomeu dos Galegos ist Sitz dieser neu gebildeten Gemeinde.